# Webböngésző

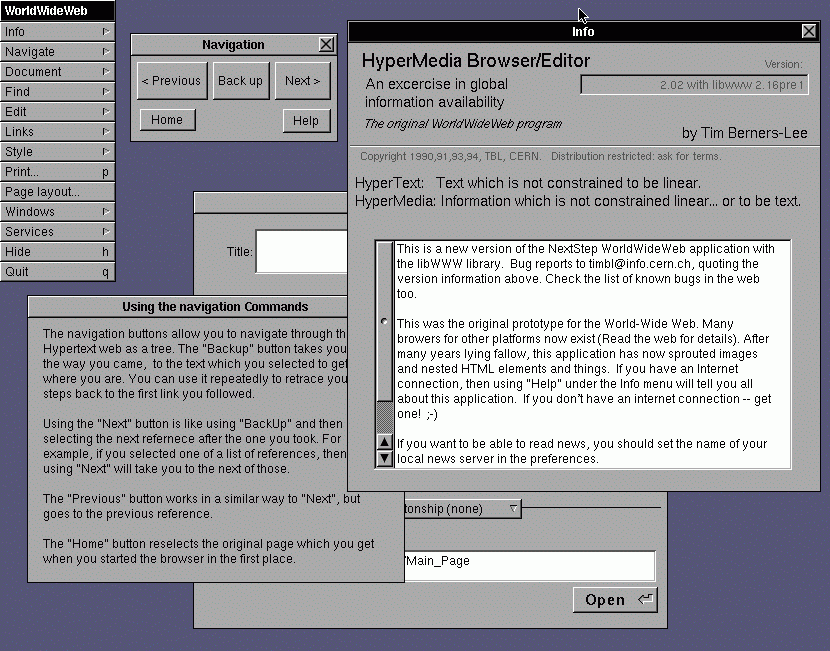
Az első webböngésző, az 1991-es WorldWideWeb

Safari

Internet Explorer

Mozilla Firefox

Google Chrome

Microsoft Edge

Webböngészőnek vagy böngészőnek (angolul browser) nevezzük azon programokat, amelyekkel az interneten található tartalmakat – legtöbbször weblapokat – lehet megtekinteni, illetve az interneten keresztül elérhető szolgáltatásokat használni.

## Szabványok és protokollok
A webböngészők a webszerverekkel HTTP protokollon keresztül kommunikálnak. A HTTP segítségével a böngészők adatokat küldhetnek a webszervereknek, valamint weblapokat tölthetnek le róluk. A leggyakrabban használt HTTP szabvány a http:// 1.1, melynek teljes leírása az RFC 2616 alatt található meg.
A lapokat a böngésző az URL segítségével találja meg, mely a lap címét jelöli. Az URL a címhez tartozó protokollal kezdődik, például a http: a HTTP protokoll jelölése. Sok böngésző több más protokollt is támogat, mint például az ftp: az FTP, a gopher: a Gopher, a https: pedig a HTTPS protokollhoz.
A weblaphoz tartozó fájl formátuma többnyire HTML, ez a HTTP protokollban a MIME tartalomtípus alatt van megadva. A legtöbb böngésző a HTML mellett támogat más formátumokat is, mint amilyen a JPEG, PNG és GIF képtípusok, valamint tovább bővíthető bennük a támogatott fájltípusok listája különböző beépülők használatával. A HTTP tartalom és az URL használatával a webfejlesztők képeket, animációkat, mozgóképeket és hangokat ágyazhatnak be vagy tehetnek elérhetővé a weblapokon.
A HTML a böngészőkkel együtt fejlődött, a „hivatalos” HTML-változatokat a W3C hagyta jóvá illetve készítette el. A böngészők sokfélesége és a cégek saját HTML módosításai kompatibilitási problémákhoz vezettek. A modern webböngészők (mint a Firefox, a Mozilla, az Opera, a Safari, a Google Chrome stb.) már pontosabban támogatják a HTML és XHTML szabványokat (a HTML 4.01-gyel kezdődően), melyek figyelembe vételével a weblapoknak azonosan kell megjelenniük minden ilyen böngészőben. Az Internet Explorer jelenleg még nem támogatja tökéletesen a HTML 4.01 és XHTML 1.x szabványokat. Manapság sok weboldal már valamilyen könnyen kezelhető, azonnali eredményt szolgáltató, úgynevezett ALAKHŰ (WYSIWYG) szerkesztővel készült, mint amilyen a Macromedia Dreamweaver vagy Microsoft Frontpage, bár utóbbi nem szabványos HTML kódot készít, akadályozva a W3C munkáját a szabványok további fejlesztése, különösen az XHTML és a CSS stíluslapok tekintetében.
Egyes böngészők olyan népszerű protokollokat is támogatnak, melyek nem kapcsolódnak szorosan a böngészéshez. Ilyenek például az IRC csevegő, a Usenet hírolvasó vagy a levelező kliens, melyekhez NNTP, SMTP, IMAP és POP protokollokat használják.
A modern böngészők kiegészítők révén képesek különböző programozási nyelveken írt kódokat, végrehajtani, ezáltal látványosabb tartalmat jeleníthetnek meg; ilyenek a Flash, Java stb. nyelvek.
A legtöbb böngésző támogat valamilyen szkript nyelvet (JavaScript, VBScript, JScript…). Talán a JavaScript az egyik legelterjedtebb, de ennek is több változata létezik, és a megvalósítása függ a használt operációs rendszertől, böngészőtől, sőt böngészőverziótól.

## Böngészők típusai

### Karakteres böngészők
A karakteres böngészők konzolos felületen futnak, csak HTML és XML tartalmat tudnak értelmezni, rendelkeznek azonban megoldásokkal, hogy grafikákat – vagy egyéb nem szöveges tartalmakat – lementsenek, illetve külső program segítségével megjelenítsenek. Sebességük általában nagyobb, mint grafikus társaiké, mert a grafikai elemeket nem – és így a reklámokat sem – töltik le, ez egyes esetekben (például kutatómunkáknál) rendkívül hasznos lehet. Ezekkel az eszközökkel vakok is viszonylag könnyedén böngészhetnek az interneten, mert a sima szöveg könnyedén átalakítható kimondott szavakká, vagy Braille-írássá. Ezek a böngészők minden elterjedtebb számítógéprendszerre megtalálhatóak.
- ELinks
- Links
- Lynx
- w3m

### Grafikus böngészők
A grafikus böngészők használatának előfeltétele egy grafikus felület, GUI vagy egy grafikus operációs rendszer (pl: Mac OS, Unix, vagy Linux és X11 kombinációja, OS/2, Microsoft Windows stb.). Ma ilyen típusú böngészőket használnak túlnyomó részben. Ezek az alkalmazások képeket, videókat, más alkalmazásokat (például Java) képesek önállóan, vagy úgynevezett beépülők (pluginek) segítségével megjeleníteni, futtatni. A legelterjedtebb böngészők egy sor egyéb funkcióval is rendelkeznek, például levelezés, UseNet, ICQ-támogatás, FTP, illetve az olyan kényelmi szolgáltatások, mint a biztonságos böngészés, a felugró ablakok tiltása vagy a több lapon böngészés lehetősége.

#### AW3Cstatisztikái[1]
| Dátum | Internet Explorer / Microsoft Edge | Firefox | Chrome | Safari | Opera |
| ----- | ---------------------------------- | ------- | ------ | ------ | ----- |
| 2020  | 5.3%                               | 7.1%    | 80.0%  | 3.9%   | 2.3%  |
| 2019  | 3.2%                               | 9.2%    | 81.3%  | 3.5%   | 1.4%  |
| 2018  | 4.1%                               | 10.2%   | 79.1%  | 3.8%   | 1.6%  |
| 2017  | 4.3%                               | 12.5%   | 76.8%  | 3.3%   | 1.6%  |
| 2016  | 5.2%                               | 15.3%   | 73.8%  | 3.5%   | 1.1%  |
| 2015  | 6.5%                               | 21.6%   | 63.3%  | 4.9%   | 2.5%  |
| 2014  | 8.5%                               | 24.9%   | 59.8%  | 3.5%   | 1.7%  |
| 2013  | 13,5%                              | 29,6%   | 50,0%  | 4,1%   | 1,8%  |
| 2012  | 14,7%                              | 31,1%   | 46,9%  | 4,2%   | 2,1%  |
| 2011  | 20,2%                              | 37,7%   | 34,6%  | 4,2%   | 2,5%  |
| 2010  | 27,5%                              | 43,5%   | 22,4%  | 3,8%   | 2,2%  |
| 2009  | 37,2%                              | 46,4%   | 9,8%   | 3,6%   | 2,3%  |
| 2008  | 46,0%                              | 44,4%   | 3,6%   | 2,7%   | 2,4%  |

### Szabványok és az Acid3 teszt
Az Acid3 teszt egy független tesztoldal, amely azt vizsgálja, hogy mennyire tartják be a böngészők a különböző webstandardokat, főként a DOM és a JavaScript előírásait. Minél inkább betartja egy böngésző az általuk előírt szabványokat, annál biztosabb, hogy egy weblap megjelenítése egységes és helyes lesz. Az Acid3 teszt eredményei a legnépszerűbb böngészők utolsó verzióira a következők:
- Microsoft Internet Explorer 6 (12/100)
- Windows Internet Explorer 7 (14/100)
- Windows Internet Explorer 8 (20/100)
- Windows Internet Explorer 9 (100/100)
- Windows Internet Explorer 10 (100/100)
- Mozilla Firefox 14.0.1 (100/100)
- Safari (100/100)
- Google Chrome (100/100)
- Opera 10 (100/100)